# كاري جونز (لاعبة كرة قدم)
كاري جونز (بالإنجليزية: Carrie Jones) هي لاعبة كرة قدم بريطانية، ولدت في 4 سبتمبر 2003. لعبت مع Gwalia United F.C. ‏.

## وصلات خارجية
- كاري جونز على موقع الاتحاد الأوربي (الإنجليزية)
- كاري جونز على موقع قاعدة بيانات كرة القدم.إي يو (الإنجليزية)
- كاري جونز على موقع Soccerway.com (الإنجليزية)